# Bornemanite
La bornemanite è un minerale.